# Gieorgij Pobiedonosiec (1984)
Gieorgij Pobiedonosiec (Георгий Победоносец), poprzednio BDK-45 (ВДК-45) − duży okręt desantowy projektu 775/I (w kodzie NATO: Ropucha I) Marynarki Wojennej Rosji. Zbudowany w  Stoczni Północnej w Gdańsku, wszedł do służby w Marynarce Wojennej ZSRR w 1984 roku. Służył we Flocie Północnej pod oznaczeniem BDK-45. Przejęty po rozpadzie ZSRR przez marynarkę wojenną Rosji, otrzymał w 2003 roku nazwę „Gieorgij Pobiedonosiec”. Przeniesiony w 2022 roku na Morze Czarne, wziął udział w inwazji na Ukrainę.

## Historia
Okręt został zbudowany w Stoczni Północnej w Gdańsku, jako dwudziesty z serii dużych okrętów desantowych projektu 775 zaprojektowanych w Polsce i budowanych dla ZSRR, pod numerem stoczniowym 20 w ramach jednostek projektu 775. Należał do drugiej odmiany tego projektu (775/II). W kodzie NATO typ ten był oznaczany jako Ropucha (Ropucha I). Okręt zbudowano w 1984 roku. 

## Skrócona charakterystyka
Okręty desantowe proj. 775 dysponują przelotową ładownią, dostępną przez rampę dziobową i rufową, o długości 95 m, szerokości od 4,5 do 6,5 m i wysokości 4,5 m. Na dziobie jest otwierana furta i opuszczana pochylnia; okręty mogą w celu rozładunku wpływać na plażę. Okręty mogą transportować do 13 czołgów lub transporterów opancerzonych albo 20 ciężarówek i w obu wariantach 150 żołnierzy. Załoga liczy 87 osób, w tym 8 oficerów.
Wyporność okrętu niezaładowanego wynosi 2900 ton (czasem podawana jako standardowa), a pełna – 4400 ton. Długość całkowita wynosi 112,5 m, a na linii wodnej 105 m, szerokość wynosi 15 m, a zanurzenie maksymalne 3,17 m.
Uzbrojenie artyleryjskie okrętów projektu 775/II stanowią cztery armaty uniwersalne kalibru 57 mm AK-725 w dwóch dwudziałowych wieżach, umieszczonych przed i za nadbudówką i kierowanych radarem artyleryjskim Bars na rufie. Zapas amunicji wynosi 2200 nabojów 57 mm. Ponadto okręty mają do samoobrony dwie poczwórne wyrzutnie pocisków przeciwlotniczych bardzo bliskiego zasięgu Strieła-3, samonaprowadzających się na podczerwień, z zapasem 32 pocisków. W odróżnieniu od późniejszych okrętów proj. 775/II i okrętu poprzedzającego, BDK-45 nie otrzymał wyrzutni niekierowanych pocisków rakietowych kalibru 122 mm Grad-M.
W skład wyposażenia radioelektronicznego okrętów projektu 775/II wchodzi stacja radiolokacyjna wykrywania nawodnego i powietrznego Rubka oraz radar nawigacyjny. Do kierowania ogniem artylerii służy radar Bars na kolumnie za kominami. Okręty ponadto wyposażone są w dwie szesnastoprowadnicowe wyrzutnie celów pozornych PK-16 kalibru 82 mm służące do walki elektronicznej.
Napęd stanowią dwa silniki wysokoprężne 16 ZVB 40/48 o łącznej mocy 19 200 KM, poruszające dwie śruby. Prędkość maksymalna wynosi 17,5 węzła. Zasięg okrętów wynosi 3500 Mm przy prędkości 16 w i 6000 Mm przy prędkości 12,5 w.

## Służba

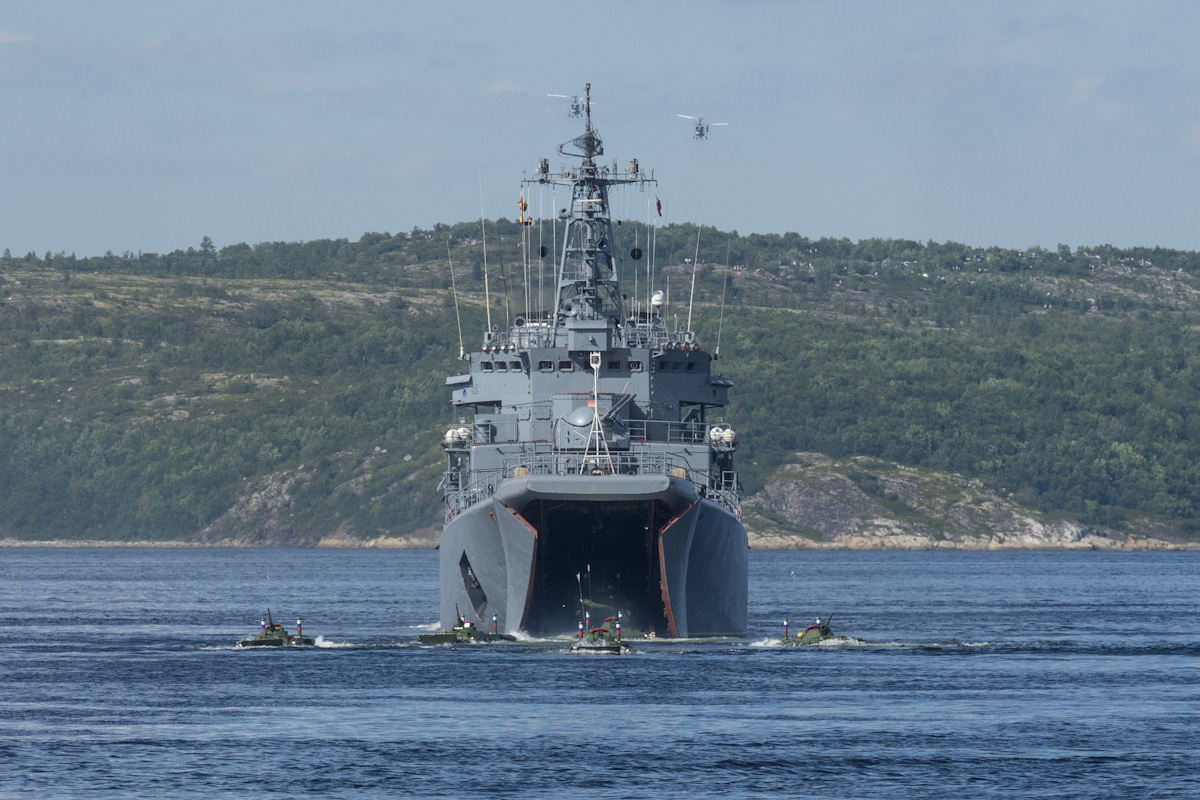
„Gieorgij Pobiedonosiec” w 2020 podczas ćwiczeń

Okręt wszedł do służby w Marynarce Wojennej ZSRR 30 grudnia 1984 roku, pod oznaczeniem BDK-45 (ВДК-45), od bolszoj diesantnyj korabl – duży okręt desantowy. Wszedł w skład Floty Północnej. Podniesienie bandery radzieckiej na nim miało miejsce 4 marca 1985 roku. Został przydzielony do Flotylli Kolskiej.
Po likwidacji ZSRR 26 grudnia 1991 roku BDK-45 został przejęty przez Marynarkę Wojenną Rosji pod tym samym oznaczeniem. W 2003 roku nadano mu dodatkowo nazwę „Gieorgij Pobiedonosiec” (Jerzy Zwycięzca). W Rosji nosił numer burtowy 016.
Brał udział m.in. w manewrach Zapad-2009 i Zapad-2013 oraz ćwiczeniach w wysadzaniu desantów i rejsach arktycznych. 5 sierpnia 2013 roku wyszedł z Siewieromorska i przeszedł na Morze Bałtyckie w celu odbycia tam ćwiczeń, następnie w październiku wyruszył stamtąd na Morze Śródziemne, odwiedzając 2 listopada Lizbonę w Portugalii. Wykonywał zadania na Morzu Śródziemnym, skąd wyruszył w drogę powrotną w czerwcu 2014 roku, odwiedzając po drodze Ceutę. Między 5 maja 2016 a 6 kwietnia 2017 roku odbył rejs na Morze Śródziemne i Morze Czarne, wchodząc także do syryjskiego portu Tartus, co związane było z udziałem Rosji w wojnie domowej w Syrii.
W styczniu 2022 roku wraz z dwoma innymi okrętami desantowymi („Piotr Morgunow” i „Oleniegorskij gorniak”) został przerzucony z dalekiej Północy na Morze Czarne, w celu wzięcia udziału w inwazji Rosji na Ukrainę.